# Estadio Chamartín
Estadio Chamartín var en idrottsarena i Madrid, Spanien. Den användes som hemmastadion för fotbollsklubben Real Madrid innan Santiago Bernabéu-stadion öppnades år 1947. Estadio Chamartín öppnades år 1923 och rymde 22 500 åskådare. Den första matchen som spelades här var mellan Real Madrid och Newcastle.